# Klitmøller
Klitmøller (/klit'mølər/) er en by og tidligere ladeplads i Thy, beliggende 10 km sydvest for Hanstholm og 17 km nordvest for Thisted. Byen har 1.248 indbyggere  (2024), men dette befolkningstal mangedobles i sommerhalvåret grundet sommerhusgæster. Byen hører til Thisted Kommune og ligger i Region Nordjylland.
Fordi Klitmøller fungerer som turistby hele året, findes der et varieret udbud af forretninger som supermarked, røgeri, badehotel, surfforretninger, butikker med kunsthåndværk og brugsting, frisør, coworking sted og flere firmaer inden for bygge- og anlægsbranchen. I nyere tid er mange af de gamle fiskerhuse blevet renoveret, og der er bygget nye parcelhuse og almennyttige boliger.
Før fiskerkutterne i 1967 blev flyttet til den nye havn i Hanstholm, var Klitmøller et driftigt fiskeleje, og hele miljøet fra dengang er stadig bevaret. Der drives fortsat lidt fiskeri fra Klitmøller, men i dag er stedet især kendt som et af områdets vigtigste fritidscentre.

## Institutioner og kirke
Klitmøller Skole er fra skoleåret 2011/2012 blevet til Klitmøller Friskole. Skolen blev renoveret i 1998 og har fået en tilbygning med bl.a. mediateknik og værkstedslokale. Der er dagpleje og børnehaven Sylen ligger ved siden af skolen. Plejecentret Klitrosen har 25 beboere med psykiske handicaps og var tidligere et åbent center for byens pensionister.
Klitmøller Kirke blev indviet den 3. maj 1872 og er opført i røde mursten. Kirken blev første gang restaureret i 1949. 1966-67 fik sit nuværende udvendige udseende, med brune mursten uden kamtakgavle og indvendig blev kirke og kapel restaureret i 2000/2001.

## Historie
Navnet Klitmøller stammer fra, at der omkring år 1600 lå tre møller i byen helt ude ved Vesterhavet omgivet af klitter. Møllerne lå ved åen, der går fra Vandet Sø til Vesterhavet og disse møller blev brugt til at male korn beregnet på eksport til Norge. Omkring 1600 fandt de første optællinger af byens indbyggere sted. Byen blev kendt for sin skudehandel med Sydnorge. Dens beliggenhed i en bugt med gode landingsforhold og de kun 110 km til Norge gjorde den til et vigtig udskibsningssted. Man benyttede sig af en bestemt type skibe, kaldet sandskuder som næsten udelukkende kendes fra denne form for sejlads. Skibene var fladbundede og var konstrueret på en sådan måde, at de kunne trækkes op på land om vinteren.
I Sydnorge var der mangel på madvarer, så hovedeksporten bestod af korn, rug og andre landbrugsprodukter. Med sig tilbage havde sandskuderne tømmer fra de norske skove, som der var mangel på i Thy på daværende tidspunkt. Byen var derfor længe af meget stor betydning for hele området, da den på det tidspunkt var den mest betydningsfulde handelsby i området. Flere af skudeskipperne formåede da også at blive umådeligt rige efter datidens forhold.
En af de ting, der havde stor betydning for Klitmøllers succes, var, at Agger Tange var lukket, og man kunne dermed ikke komme ind i Limfjorden med skib, medmindre man sejlede omkring Skagen og ind på den østlige side af Jylland. Det gjorde, at specielt købmændene fra Thisted handlede med skudeskipperne i Klitmøller, men der var desuden en direkte vej mellem Klitmøller og Aalborg, hvilket beskriver lidt om den store handel, der foregik i området. Skudehandelen foregik flere steder langs den nordvestjyske kyst, men vigtigst af alle stederne var Klitmøller. Byen havde sin storhedstid mellem år 1660 og år 1810 og mistede sin daværende centrale betydning, da havet brød igennem ved Agger Tange, og der dermed blev fri passage for sejlads ind i Limfjorden.
Redningsstationen i Klitmøller blev oprettet 1847 og 1852 kom stationen under Redningsvæsenets organisation, og 1860 blev stationen udvidet til også at være bådstation. Stationen blev nedlagt i 1979. Fra 1852-1954 var der 57 aktioner, hvor der blev reddet 543 mennesker.
Klitmøller havde i 1801 336 indbyggere, i 1840 452 indbyggere, i 1860 378 indbyggere, i 1870 375 indbyggere, i 1880 372 indbyggere.

## Natur
På sandklitterne ved byen vokser bl.a marehalm, hedelyng, revling, strand-mandstro og Klokke-Ensian, som findes mange steder på klitheden. På klithederne yngler bl.a. tinksmeden og tranen. Mod øst ligger de store nåletræsplantager Nystrup, Vandet og Vilsbøl med de to store søer Vester Vandet Sø og Nors Sø.
Klitmøller Å slynger sig fra Vandet sø ned gennem Kvadderkjær og Klitmøller by til udløbet i Vesterhavet.

## Kultur
Ved den gamle landingsplads ligger den tolv meter lange fiskekutter Bellis T97.
Hvert år i den første weekend i juni finder den årlige sommerfest sted. Siden 2005 har byen i juli måned været vært for Surf Joint.

### Sport
Klitmøller Idrætsforening blev i første omgang stiftet i 1933 som Klitmøller Boldklub. I 1950'erne købte klubben et stykke jord på ca. 17.500 m², og her har klubben stadig egen fodboldbane og klubhus med baner, omklædningsrum og redskabsrum.
Klitmøller er et populært sted til badning og surfing. Ofte bliver byen nævnt som hovedstaden i Cold Hawaii. Det er specielt disciplinen Waveperformance inden for windsurfing, surfing og standup paddleboarding, der er optimale forhold for. Kitesurfing har også mange udøvere fra Danmark og udlandet til at drage til Klitmøller, hvor der er ofte er stærk vind og store bølger.
Byen har været vært for de danske mesterskaber i waveperformance inden for windsurfing stort set hele vejen op gennem 1990'erne samt EM i 1996 og VM i 1998. I dag er byen ligeledes vært for de danske mesterskaber inden for surfing og standup paddleboarding. Fra 2010 har byen været vært for en årligt tilbagevendende udgave af PWA World Cup. Begivenheden kaldes Cold Hawaii PWA World Cup i windsurfing.